# Titus Afranius
Titus Afranius, Afrenius, oder Lafrenius, war kein Römer und einer der Führer der italienischen Verbündeten im Bundesgenossenkrieg im Jahr 90 v. Chr. Am Berg Falerinus vereinigte er sich mit Streitkräften von Judacilius und Publius Ventidius und besiegte den Legatus Pompeius Strabo und verfolgte ihn nach Firmum, wo er eingeschlossen wurde. Judacilius und Ventidius wandten sich nun anderen Kriegsschauplätzen zu, da sie Afranius für den weiteren Kampf mit Pompeius für ausreichend stark hielten. Als Strabo hörte, dass sich die Armee von Publius Sulpicius Rufus nähert, verabredete er mit ihm einen Angriffsplan. Sulpicius Truppen griffen Afranius von hinten an, während Pompeius einen Ausfall aus der Stadt machte. Die Schlacht verlief ausgeglichen, bis es Sulpicius gelang, Afranius Lager in Brand zu setzen. Danach flohen Afranius Streitkräfte ohne Führer nach Asculum, da dieser während der Schlacht gefallen war.